# Армсторф
Армсторф (нем. Armstorf) — община в Германии, в земле Нижняя Саксония.
Входит в состав района Куксхафен. Управляется союзом общин Бёрде-Ламштедт. Население составляет 652 человека (на 31 декабря 2019 года). Занимает площадь 39,75 км².
Община подразделяется на 3 сельских округа.

## Административное устройство
Община Армсторф состоит из следующих поселений:
- Армсторф
- Дорнзоде
- Лангенмор